# Tadeáš Hájek
Pour les articles homonymes, voir Hájek.
Tadeáš Hájek (prononciation tchèque [tadeaːʃ ɦaːjɛk zɦaːjku]), également connu sous le nom de Tadeáš Hájek Hajek, Thaddée Hagecius ab Hayek ou Thaddeus Nemicus, né à Prague (royaume de Bohême) le 1er décembre 1525 et mort dans cette ville le 1er septembre 1600, est un astronome, mathématicien et naturaliste bohémien.
Il était également le médecin personnel de l'empereur du Saint-Empire Rodolphe II.